# Zdenek Mezl
Zdenek Mezl (* 13. Juli 1948 in Prag) ist ein ehemaliger kanadischer Skispringer.

## Werdegang
Geboren in der Tschechoslowakei wanderte Mezl bereits in jungen Jahren mit seiner Familie nach Nordamerika aus. In Kanada begann er mit dem Skisport und spezialisierte sich schnell aufs Skispringen. Sein internationales Debüt im kanadischen Team gab er zur Vierschanzentournee 1969/70. Nachdem er das Auftaktspringen in Oberstdorf noch ausgelassen hatte, sprang er beim Neujahrsspringen in Garmisch-Partenkirchen auf einen schwachen 94. Platz. Nur wenig besser verlief das Springen auf der Bergiselschanze in Innsbruck, welches er auf Rang 90 beendete. Die Tournee beendete er nach Rang 76 auf der Paul-Außerleitner-Schanze in Bischofshofen auf Rang 91 der Tournee-Gesamtwertung.
Bei der folgenden Nordischen Skiweltmeisterschaft 1970 in Štrbské Pleso sprang er von der Großschanze auf 69 und 80 Meter und erreichte den 68. und damit letzten Platz. Von der Normalschanze konnte er sich nur leicht steigern und belegte nach Sprüngen auf 65,5 und 63 Metern den 65. Platz.
Bei den Olympischen Winterspielen 1972 in Sapporo sprang er von der Normalschanze auf Rang 40. Von der Großschanze belegte er einen guten 17. Platz, nachdem er nach dem ersten Durchgang sogar auf Rang zehn gelegen hatte.

## Erfolge

### Vierschanzentournee-Platzierungen
| Saison  | Platz | Punkte |
| ------- | ----- | ------ |
| 1969/70 | 91.   | 400,5  |